# Tomasz Stańko Polish Jazz vol. 8
Tomasz Stańko Polish Jazz vol. 8 – album polskiego muzyka jazzowego Tomasza Stańki, zawierający wybrane nagrania, których dokonał dla wydawnictwa Polskie Nagrania „Muza” w latach 1970–1984.
Płyta CD (PNCD 031) wydana została w 1989 przez PN Muza w ramach serii płyt CD płyt Polish Jazz (CD wyprodukowano w Anglii w firmie Disctronics).

## Lista utworów
| 1. | „Czatownik” Tomasz Stańko Quintet (Tomasz Stańko)    | 5:40    |
|    |                                                      |         |
| 2. | „Music for K” Tomasz Stańko Quintet (Tomasz Stańko)  | 16:20   |
|    |                                                      |         |
| 3. | „Dark Awakening” (Stańko, Vesala, Warren, Szukalski) | 12:32   |
|    |                                                      |         |
| 4. | „Mintu Maria” (Stańko, Vesala, Warren, Szukalski)    | 5:17    |
|    |                                                      |         |
| 5. | „Alusta” (Tomasz Stańko)                             | 11:40   |
|    |                                                      |         |
| 6. | „Daada” (Tomasz Stańko)                              | 7:15    |
|    |                                                      |         |
| 7. | „Bushka” (Tomasz Stańko)                             | 5:50    |
|    |                                                      |         |
| 8. | „Lady Go” (Tomasz Stańko)                            | 5:50    |
|    |                                                      |         |
| 9. | „Last Song” (Tomasz Stańko)                          | 2:30    |
|    |                                                      |         |
|    |                                                      | 1:12:54 |
|    |                                                      |         |

## Muzycy
Tomasz Stańko Quintet 1970 (1, 2)
- Tomasz Stańko – trąbka
- Zbigniew Seifert – saksofon altowy
- Janusz Muniak – saksofon tenorowy
- Bronisław Suchanek – kontrabas
- Janusz Stefański – perkusja

Tomasz Stańko 1976 (3, 4)
- Tomasz Stańko – trąbka
- Tomasz Szukalski – saksofon tenorowy, saksofon sopranowy, klarnet basowy
- Edward Vesala – perkusja
- Peter Warren – kontrabas

Tomasz Stańko 1982 (5, 6, 7)
- Tomasz Stańko – trąbka
- Sławomir Kulpowicz – fortepian
- Witold Szczurek – kontrabas
- Czesław Bartkowski – perkusja

Tomasz Stańko 1984 (8, 9)
- Tomasz Stańko – trąbka
- Witold Szczurek – kontrabas
- Apostolis Anthimos – perkusja, instrumenty perkusyjne
- Tomasz Hołuj – instrumenty perkusyjne

## Informacje uzupełniające
- Redaktorzy – Andrzej Karpiński, Tomasz Kutyło
- Projekt graficzny okładki – Włodzimierz Knap